# Monte Sanvito
Monte Sanvito, già San Vito al Monte e Monte San Vito, (in sloveno Šentviška Gora, in tedesco Sankt Veitsberg, desueto) è un centro abitato della Slovenia, frazione del comune di Tolmino.

## Storia
Il centro abitato apparteneva storicamente alla Contea di Gorizia e Gradisca, come comune autonomo inserito dapprima nel distretto di Circhina e poi in quello di Tolmino. Era noto con il toponimo tedesco di Sankt Veitsberg, il toponimo italiano di Monte San Vito e con quello sloveno di Svetoviška Gora. Al momento della costituzione del comune catastale di Sankt Veitsberg, esso comprendendo anche i vicini insediamenti di Daber, Polie (Polje), Sacria (Zakrije, oggi Zakraj) e le aree degli attuali insediamenti di Stopnik e Gorski Vrh. In seguito ad esso vennero aggregati anche i vicini comuni catastali di Prapetina del Monte (Prapetno Brdo) e di Poliza (Polijce oggi Police).
Dopo la prima guerra mondiale passò, come tutta la Venezia Giulia, al Regno d'Italia e il comune venne inserito col nome di San Vito al Monte nel circondario di Tolmino della provincia del Friuli. Il territorio comprendeva le frazioni di Poglizze (Poljice) e Pràpeno del Monte (Prapetno Brdo), che comprendeva il centro abitato di Tribussa Inferiore (Dolenja Trebuša). Nel 1923 il toponimo venne cambiato in Monte San Vito; nel 1927 passò alla nuova provincia di Gorizia, e l'anno successivo venne incorporato nel comune di Santa Lucia d'Isonzo.
Dopo la seconda guerra mondiale il territorio passò alla Jugoslavia; attualmente Monte Sanvito (oggi Šentviška Gora) è frazione del comune di Tolmino. L'ex frazione di Police è invece parte del comune di Circhina.